# آیسون بویاچی
آیسون بویاچی (انگلیسی: Aysun Boyacı؛ زادهٔ ۱۹۷۲ (۵۲–۵۳ سال)) بازیکن فوتبال اهل ترکیه است.